# Telephanus silvestris
Telephanus silvestris is een keversoort uit de familie spitshalskevers (Silvanidae). De soort is voor het eerst wetenschappelijk beschreven in 1931 door Wilhelm Heinrich Ferdinand Nevermann.